# Marktprognose
Marktprognose ist in der Wirtschaft und im Marketing die Voraussage über die künftige Marktentwicklung aufgrund von beobachteten Veränderungen der Marktdaten in der Marktforschung. Dabei ist das vorrangige Ziel die Bestimmung des zukünftigen Vertriebs eines Produktes, einer Produktpalette oder einer Dienstleistung.

## Allgemeines
Die Marktprognose ist Bestandteil der Unternehmensplanung und der Marketingforschung. Während die Marktforschung gegenwarts- und vergangenheitsbezogen ist, besteht die Aufgabe der Marktprognose in der Voraussage von marktrelevanten Ereignissen in der Zukunft. Ausgangspunkt ist eine Marktanalyse über Marktteilnehmer, Produkte/Dienstleistungen, Marktpreise und andere Marktdaten. Diese Daten werden komprimiert und mittels quantitativer (Trendextrapolation, auch mit exponentieller Glättung, Indikator-, Wirkungsprognose) und qualitativer Prognoseverfahren (Erfahrungswerte und subjektive Schätzungen) zu einer Prognose verdichtet. Die Marktprognose liefert Informationen für marktorientierte Entscheidungen, insbesondere für die betriebliche Funktion des Vertriebs.

## Typologie
Marktprognosen können nach sieben Kriterien eingeteilt werden:
- Ebene der Prognose: Gesamtmarkt, Teilmarkt, Unternehmen;
- Art der abhängigen Variablen: üblich sind Absatzvolumen, Umsatzerlöse, Marktanteile, d. h. ökoskopische Marktdaten;
- Art der unabhängigen Variablen: Daten aus der Vergangenheit (i. d. R. ökoskopische aber auch demoskopische Marktdaten) für Entwicklungsprognosen; Daten über künftig eingesetzte Marketing- und Absatzinstrumente für  Wirkungsprognosen;
- Bezugszeitraum der Prognose: kurze, mittlere und lange Frist;
- Einflussgrößen: saisonale, konjunkturelle oder Wirtschaftswachstums-Einflussgrößen;
- Bezugsobjekt: Konsumenten, Konkurrenten, Absatzmittler, Umfeld;
- Form der Messung: quantitative oder qualitativen Methoden.

## Quantitative Prognosenmethoden
Zu den quantitativen Prognosenmethoden zählen die Entwicklungs- und die Wirkungsprognose.

### Entwicklungsprognose
Bei der Entwicklungsprognose werden Daten aus der Vergangenheit als Grundlage für die Vorhersage der Zukunft herangezogen. Die gebräuchlichsten mathematischen Methoden sind:
- der lineare Trend: {\displaystyle \ y=a+b\cdot t},
- der exponentielle Trend: {\displaystyle \ y=a\cdot b^{t}} oder
- der logistische Trend: {\displaystyle \ y={\frac {S}{1+e^{a-b\cdot t}}}}.

wobei:
- {\displaystyle y}: Prognosegröße,
- {\displaystyle t}: Zeit (Laufindex)
- {\displaystyle a,b}: Parameter der Funktion,
- {\displaystyle S}: Sättigungsniveau des Marktes,
- {\displaystyle e}: natürlicher Logarithmus.

Die Entwicklungsprognose kann wiederum in Trend- und Indikatorprognose unterschieden werden, wobei bei der Trendprognose Vergangenheitsdaten über das zu prognostizierende Merkmal und bei der Indikatorprognose lediglich Vergangenheitsdaten zu einem entsprechenden Indikator für diese Größe vorliegen.

### Wirkungsprognose
Die Wirkungsprognose rechnet eine Prognosegröße auf Basis von Daten über die eingesetzten Marketinginstrumente hoch. Dabei werden wiederum mathematische Modelle verwendet. Die wichtigsten Grundformen dieser Wirkungsmodelle sind:
- das additive Modell: {\displaystyle \ y=z+a\cdot p+b\cdot W+c\cdot V},
- multiplikative Modelle:

{\displaystyle \ y=z\cdot a\cdot p^{{-}1}\cdot b\cdot W\cdot c\cdot V} (linear) oder
{\displaystyle \ y=z+p^{a}\cdot W^{b}\cdot V^{c}} (nicht-linear),
- Gemischt-verknüpfte Modelle:

{\displaystyle \ y=z+a\cdot p^{{-}1}\cdot b\cdot W+c\cdot V},
wobei:
- {\displaystyle z}: absoluter Wert der Funktion,
- {\displaystyle p}: Preis,
- {\displaystyle W}: Werbebudget,
- {\displaystyle V}: Vertriebsbudget,
- {\displaystyle a,b,c}: Parameter der Funktion.

## Qualitative Prognosemethoden
Qualitative Prognosemethoden nutzen nicht Vergangenheitsdaten für Aussagen über die Zukunft, sondern das Wissen und die Intuition von Experten und anderen Personen. Im Wesentlichen können dabei drei Methoden unterschieden werden:
- Expertenbefragungen: Diese werden meist für Langfristprognosen angewandt. Als Experten werden Außendienstmitarbeiter, Einkäufer, Unternehmensberater etc. dienen.
- Delphi-Methode: Hierbei wird ein Kreis von Experten zusammengeführt, welcher periodisch in mündlicher oder schriftlicher Form Prognosen über bestimmte Entwicklungen abgibt. Der Vorteil zur Expertenbefragung besteht darin, dass die Experten ihre Prognoseergebnisse aufgrund der Ergebnisse der gesamten Expertenrunde jeweils überdenken können.
- Szenario-Technik: Bei dieser Technik werden Einflussgrößen auf die Prognosegröße identifiziert und anschließend deren Einfluss auf die Prognosegröße analysiert. Im letzten Schritt wird ein positives Szenario aufgrund positiver Entwicklung der Einflussgrößen und ein entsprechend gegensätzliches negatives Szenario formuliert. Ergebnis ist eine Entwicklungsspannweite der Prognosegröße, welche die Entscheider für künftige Entwicklungen sensibilisieren soll.